# Eois obscura
Eois obscura là một loài bướm đêm trong họ Geometridae.